# Subida a Gorla
A Subia a Gorla é uma corrida de ciclismo de um dia espanhola disputada nos arredores de Bergara, no Comunidade Autónoma do País Basco. Criada em 1975, está reservada aos corredores de menos de 23 anos.
Esta clássica prestigiosa do calendário nacional espanhol revela com frequência futuros corredores profissionais e conta sobretudo no seu palmarés dois vencedores do Tour de France, Alberto Contador e Carlos Sastre.

## História

### Primeiros anos
Disputados desde 1975, a carreira afirma-se rapidamente como o um das citas maiores do calendário amador espanhol. A primeira edição está conseguida por Alberto Fernández Blanco, subido a dois postos no pódio da Volta a Espanha depois falecido tragicamente num acidente da circulação. Nos anos que seguem, se descatam sobretudo entre os vencedores Julián Gorospe (1981), então grande esperança do ciclismo basco, Pello Ruiz Cabestany (1982), Íñigo Cuesta (1992) ou ainda Santiago Blanco (1994). Em 1995, o dinamarquês Claus Michael Møller resulta o segundo corredor estrangeiro a inscrever o seu nome ao palmarés, 17 anos após o sucesso do francês Raymond Hernando.
A edição 1997 foi conseguida por Carlos Sastre, futuro vencedor do Tour de France de 2008, ante Francisco Mancebo.

### Edição 1998 a 2000
Em 1998, Juan Manuel Gárate (Iberdrola) vence pela primeira vez a prova num tempo de 20 min e 33 s. Avança a esta ocasião o corredor australiano e duo atleta Jonathan Hall (Banaka), bem como o seu compatriota Pedro Arreitunandia (Olarra-Ercoreca), todos dois chegados no mesmo tempo. No top 10, encontra-se sobretudo Iban Mayo (7.º) ou ainda Igor Astarloa (9.º).
Em 1999, Garate conserva o seu título, ao termo de uma edição disputada em 21 min e 11 s, com um pódio completado por Koldo Gil (Banesto aficionado) e Mikel Astarloza (Kaiku). A sete segundos, encontre-se Julián Sánchez Pimienta (4.º) e Joaquim Rodríguez (5.º), colega do vencedor. Este último impõe-se com respeito na edição 2000, que se mostra superior a Luke Weir (Saunier Duval-Mapei) e Adolfo García Quesada (Pinturas Banaka)

### Edição de 2001 a 2003
No ano 2001 vê a vitória de um futuro grande valor do ciclismo internacional, Alberto Contador. Autor de um crono de 20 min e 30 s, estabelece então um novo recorde na prova, e resulta a esta ocasião o mais jovem corredor a inscrever o seu nome ao palmarés, aos 18 anos e três meses. O pódio está completado por Jonathan González Ríos [es] (Olarra-Ercoreca) a 10 segundos, depois por Jon Nuera (Telco'm-Ordoki) 13 segundos mais longe. Seguem Antton Luengo (4.º), Dionisio Galparsoro (5.º), o colega do vencedor Jesús Hernández Blázquez (6.º), Lander Euba [es] (7.º) depois David López García (8.º)
A contar de 2002, a prova muda de percurso para manter na um percurso de 90 quilómetros, com duas ascensões ao programa. Para a sua primeira edição sob o seu novo formato, a carreira está vencida por Iñigo Urretxua (Olarra), corredor prolífico nas faixas aficionadas que não é no entanto nunca passado a profissional, num crono de 2 h 28 min e 28 s. Este se impõe em solitário ante o seu colega Antton Luengo, chegado a quatro segundos, e dois corredores da formação Café Baqué, Joseba Albizu e Aitor Galdós, atrasados respectivamente a 11 e 18 segundos. No mesmo tempo que o quarto, se encontra Iñaki Lejarreta (5.º) e Gorka Verdugo (6.º).
Em 2003, a prova acolhe um número de 126 participantes, para 77 corredores classificados à chegada. Jokin Ormaetxea, da equipa Caja Rural, impõe-se num tempo de 2 h 26 min e 38 s. Avança ao sprint dois corredores do clube Orbea-Olarra-Consultec, Iñaki Lejarreta e Antton Luengo, já protagonistas na prova no ano precedente. A para perto de 30 minutos, Mario de Sárraga (Café Baqué) alegra-se do quarto lugar. Seguem sobretudo Predefinição:Eill (6.º), Aitor Hernández (8.º), Aitor Galdós (9.º e Jesús Hernández Blázquez (10.º), todos que superam a linha de chegada a 41 segundos do vencedor.

### Edições de 2004 a 2007
A edição 2004 vê-se encurtada e aliviada a uma única ascensão pelos organizadores, devido às más condições meteorológicas e da neve presente no percurso. É reduzida então sensivelmente a 43 quilómetros, contra os 94 initiacialmente previstos. O navarro Jorge Azanza (Caja Rural) impõe-se ao sprint ante os seus dois últimos adversários, Ismael Esteban e David Pérez Iñiguez, todos dois da equipa Alfus-Tedes, num tempo de 1 horas 11 minutos e 5 segundos. O primeiro que prossegue Ángel Vázquez Iglesias [es] (Azysa-Swell), um momento a 20 metros do trío de cabeça, fracassa finalmente a 17 segundos. No top 15, encontra-se sobretudo Beñat Albizuri (5.º), Igor Antón (11.º) e Imanol Erviti (12.º). À chegada, 101 corredores acabam classificados, para 131 inscritos à saída.
Em 2005, Alberto Fernández de la Puebla (Saunier Duval-Prodir) leva-o em solitário em 2 h 39 min e 20 s. A 12 segundos, Eladio Sánchez (Würth-Liber) e Jesús Martín Gala (Caja Rural), que têm que se alegrar respectivamente do 2.º e 3.º andaduras do pódio. Num grupo a 29 segundos do vencedor, os lugares de honra voltam a Iván Gilmartín (5.º), [[]] [enJulen Goikoetxea] (6.º), Iñaki Lejarreta (7.º), Beñat Intxausti (8.º) e José Joaquín Rojas (9.º). Ao total, 63 participantes regressam nos atrasos, para 110 competidores presentes na prova.
Em 2006, Beñat Intxausti (Seguros Bilbao) confirma a sua boa temporada do ano precedente que obtém a vitória, em 2 h 32 min e 10 s. Chegado em solitário, ele consegue 17 segundos a um grupo de 7 corredores, regulado por Julen Goikoetxea, igualmente o seu líder da edição precedente, e Alberto García Oblanca, dois corredores da equipa Alfus-Tedes. 78 corredores superam a linha de chegada nos tempos, dos 117 inscritos. Para os lugares fora do pódio, encontra-se Mikel Nieve (4.º), Guillermo Lana (5.º), José Vicente Toribio (6.º), Javier Etxarri (7.º), colega do vencedor, depois Héctor González (8.º). Esta último vence com respeito à edição 2007 em solitário, num crono de 2 h 26 min e 35 s. Atrasados a 21 segundos um dúo da Caja Rural, José Vicente Toribio e Adrián Sáez. Andrés Antuña (4.º), Delio Fernández (5.º), Raúl Santamarta (6.º), Martín Iraizoz (7.º) e Andrey Amador (8.º) seguem respectivamente a para perto de um minuto.

### Edições de 2008 a 2010
Oitavo no ano precedente, o corredor costarricense Andrey Amador (Lizarte) domina a edição de 2008, que se impõe com 50 segundos de antemão aos seus perseguidores Mikel Filgueira (Azpiru-Ugarte) e Eneko Echeverz (Naturgas Energia). Entre os 15 primeiros, encontra-se sobretudo Enrique Sanz (8.º), colega do vencedor, Mikel Landa (9.º), Garikoitz Bravo (10.º), Egoitz García (11.º), Mikel Bizkarra (12.º) ou ainda Ion Izagirre (14.º).
Em 2009, o escalador basco Mikel Landa (Naturgas Energia) adjudica-se a 35.º edição da prova, atingindo nos últimos metros Garikoitz Bravo (Caja Rural), que se tinha escapado na descida da primeira subida. O pódio está completado por Alberto Morrás, da equipa Seguros Bilbao. No top 10, os postos voltam entre demais a Igor Merino (5.º), Higinio Fernández (6.º), Francisco Moreno ou ainda Pablo Torres (10.º).

## Palmarés
| Ano  | Ganhador                       | Segundo                                 | Terceiro                      |
| ---- | ------------------------------ | --------------------------------------- | ----------------------------- |
| 1975 | Alberto Fernández Blanco       | José Luis Mayoz                         | Domingo Ortiz                 |
| 1976 | Jose María Legarreta           | Ángel Arroyo                            | José Luis Mayoz               |
| 1977 | Miguel Ángel Albeniz           | José María Legarreta                    | Raymond Hernando              |
| 1978 | Raymond Hernando               | Carlos Munain                           | Jesús María Segura            |
| 1979 | Jesús María Segura             | Alfonso Cerezo                          | José Luis Rodriguez Inguanzo  |
| 1980 | Iñaki Arrieta                  | Juan García Díaz                        | Julián Gorospe                |
| 1981 | Julián Gorospe                 | Iñaki Vijandi [es]                      | Jesús Argintxona              |
| 1982 | Pello Ruiz Cabestany           | Jokin Mujika                            | Jon Egiarte                   |
| 1983 | José del Ramo [en]             | Pello Ruiz Cabestany                    | Iñaki Gastón                  |
| 1984 | Jesús Argintxona               | José Sanchíz                            | Jesús Alonso                  |
| 1985 | Eduardo Betanzos               | Fernando Martínez de Guereñu Ochoa [es] | Antonio Balboa Rico [es]      |
| 1986 | Jesús Aranbarri                | Koldo Alzaga                            | Iñaki Cendrero                |
| 1987 | Íon Garmendia                  | Iñaki Cendrero                          | José Luis Villanueva Orihuela |
| 1988 | Luis María Urizar              | Alfredo Irusta Sampedro [es]            | Predefinição:Illl             |
| 1989 | Julián Barcina [es]            | Alfredo Irusta [es]                     | Roberto Lezaun                |
| 1990 | Javier Lazpiur [es]            | Ignacio García Camacho                  | Luis María Urizar             |
| 1991 | Alfredo Irusta [es]            | Julián Barcina [es]                     | Camelo Gómez                  |
| 1992 | Íñigo Cuesta                   | Julián Barcina [es]                     | Iosu Odriozola                |
| 1993 | Julián Barcina [es]            | Íñigo Cuesta                            | Roberto Laiseka               |
| 1994 | Santiago Blanco                | Bingen Fernández                        | David Etxebarria              |
| 1995 | Claus Michael Møller           | Juan José Gómez                         | David Cancela                 |
| 1996 | Joseba Arregi                  | David Cancela                           | Unai Ursa                     |
| 1997 | Carlos Sastre                  | Francisco Mancebo                       | Roberto Merino                |
| 1998 | Juan Manuel Gárate             | Jonathan Hall                           | Pedro Arreitunandia           |
| 1999 | Juan Manuel Gárate             | Koldo Gil                               | Mikel Astarloza               |
| 2000 | Joaquim Rodríguez              | Luke Weir                               | Adolfo García Quesada         |
| 2001 | Alberto Contador               | Jonathan González Rios [es]             | Jon Nuera                     |
| 2002 | Iñigo Urretxua                 | Antton Luengo                           | Joseba Albizu                 |
| 2003 | Jokin Ormaetxea                | Iñaki Lejarreta                         | Antton Luengo                 |
| 2004 | Jorge Azanza                   | Ismael Esteban                          | David Pérez Iñiguez           |
| 2005 | Alberto Fernández de la Puebla | Eladio Sánchez                          | Jesús Martín Gala             |
| 2006 | Beñat Intxausti                | Julen Goikoetxea [en]                   | Alberto García Oblanca        |
| 2007 | Héctor González                | José Vicente Toribio                    | Adrián Sáez                   |
| 2008 | Andrey Amador                  | Mikel Filgueira                         | Eneko Echeverz                |
| 2009 | Mikel Landa                    | Garikoitz Bravo                         | Alberto Morrás                |
| 2010 | Jesús Herrada                  | Pello Bilbao                            | Mikel Bizkarra                |
| 2011 | Omar Fraile                    | Aitor González Prieto                   | Francisco Moreno              |
| 2012 | Santiago Ramírez               | Antonio Pedrero                         | Aitor González Prieto         |
| 2013 | Cristian Cañada                | Arnau Solé                              | Julen Amézqueta               |
| 2014 | Arnau Solé                     | Álvaro Trueba                           | Imanol Estévez                |
| 2015 | Jonathan Lastra                | Jaime Rosón                             | Julen Amézqueta               |
| 2016 | Sergio Samitier                | Fernando Barceló                        | José Manuel Díaz              |
| 2017 | Eduardo Llacer                 | Álvaro Cuadros                          | Txomin Juaristi               |
| 2018 | Torbjørn Hejman                | Iván Moreno                             | Gabriel Silva                 |
| 2019 | Juan Fernando Cale             | Asier Etxeberria                        | Carlos Ruiz Pavón             |